# Masein
Masein (rätoromanisch Masagn) ist eine politische Gemeinde der Region Viamala des Kantons Graubünden in der Schweiz. Masein besteht aus den Ortsteilen: Oberdorf, Ausserdorf, Unterdorf, Cresta, Dalaus und Crestalunga.

## Geographie

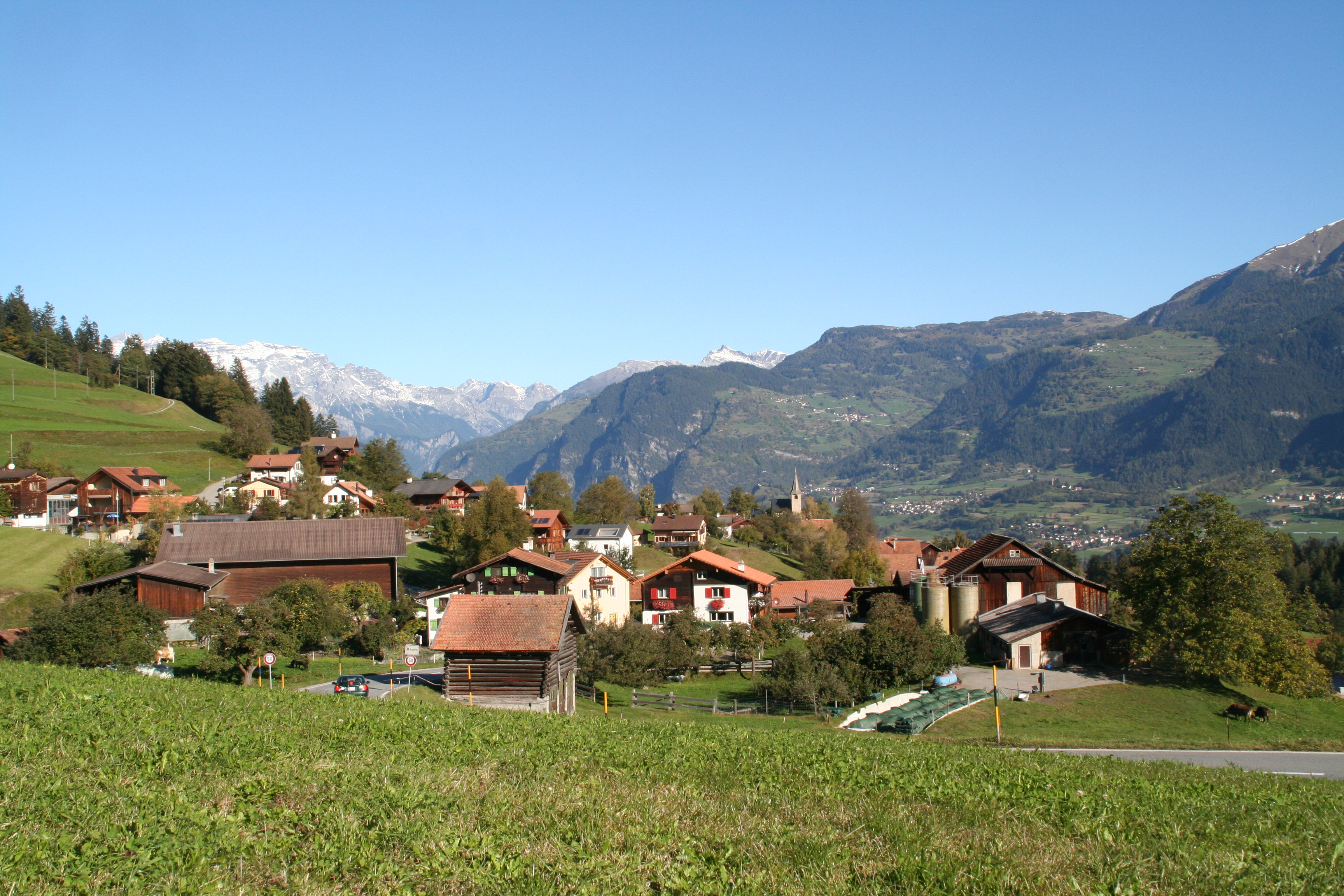
Blick auf das Dorf

Masein befindet sich an einem Hang des Heinzenbergs gleich westlich von Thusis. Nebst den beiden Ortsteilen Ober- und Unterdorf gehören noch die südlich von der Hauptsiedlung liegenden Weiler Crestalunga und Dalaus, Schloss Tagstein und die östlich vom Dorf gelegenen Weiler Cresta und Lochmühli zur Gemeinde.
Vom gesamten Gemeindegebiet von 419 ha sind 218 ha von Wald und Gehölz bedeckt. Weitere 161 ha können landwirtschaftlich genutzt werden. Nebst 25 ha Siedlungsfläche gibt es noch 15 ha unproduktive Fläche.

## Geschichte
Die beiden Siedlungen Ober- und Unter-Masein entwickelten sich wahrscheinlich aus den zwei 1156 als de Medezenu erwähnten Grosshöfen des Klosters Cazis. Die Besitzer der Burgen Untertagstein und Schauenstein sowie einzelne freie Bauern besassen während des Hoch- und Spätmittelalter in Masein Güter. Landesherren waren bis 1337 die Vazer, dann die Werdenberger und Rhäzünser, ab 1475 der Bischof von Chur.

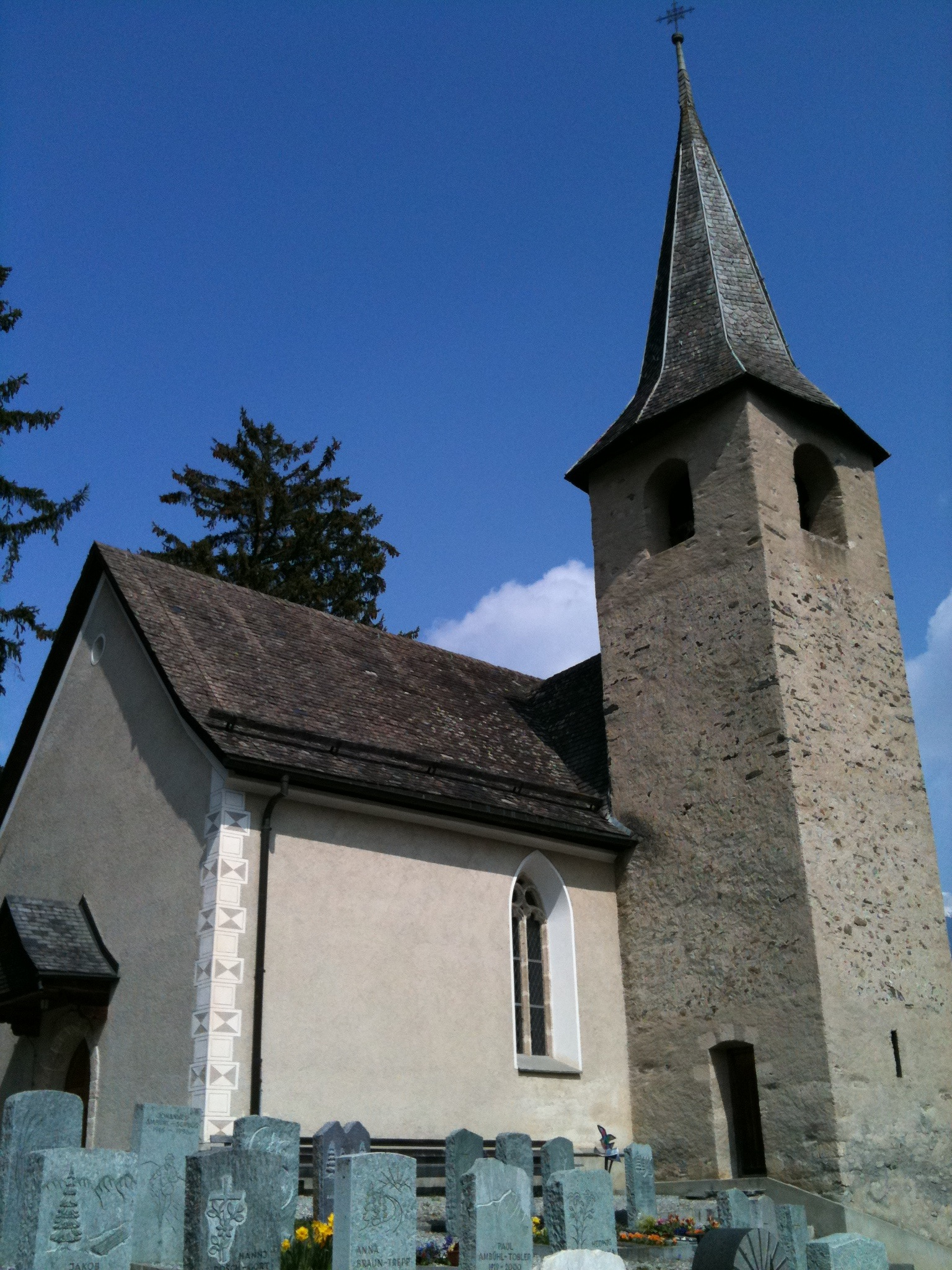
Reformierte Kirche Masein

Kirchlich gehörte Masein zu Hohenrätien, seit 1505 steht es im Filialverhältnis zu Thusis, 1731 bis 1873 hatte es eigene Pfarrer. Die Kirche St. Florinus wird 1441 erstmals erwähnt. 1525 erfolgte in Masein die Reformation.
Masein gehörte 1473 zu den Initianten, die den hier durchführenden Viamala-Weg ausbessern wollten. Viehwirtschaft und etwas Ackerbau sind bis in die Gegenwart stark vorherrschend. Bis 1851 war Masein eine Nachbarschaft der Gerichtsgemeinde Thusis, 1709 Auskauf der bischöflichen Rechte.
1900/1901 wurde die Fahrstrasse gebaut, von 1920 bis 1967 war die Wolldeckenfabrik in Betrieb, 1960 bis 1980 wurde eine Melioration vorgenommen. Masein ist auf das benachbarte Thusis ausgerichtet.

## Wappen
| Wappen von Masein | Blasonierung: «In Silber (Weiss) auf grünem Einberg ein roter Rehbock» |
| Wappen von Masein | Das Wappen entstand aufgrund eines Vorschlages der Gemeinde.           |

## Bevölkerung
| Bevölkerungsentwicklung | Bevölkerungsentwicklung | Bevölkerungsentwicklung | Bevölkerungsentwicklung | Bevölkerungsentwicklung | Bevölkerungsentwicklung | Bevölkerungsentwicklung | Bevölkerungsentwicklung | Bevölkerungsentwicklung | Bevölkerungsentwicklung | Bevölkerungsentwicklung | Bevölkerungsentwicklung | Bevölkerungsentwicklung | Bevölkerungsentwicklung |
| ----------------------- | ----------------------- | ----------------------- | ----------------------- | ----------------------- | ----------------------- | ----------------------- | ----------------------- | ----------------------- | ----------------------- | ----------------------- | ----------------------- | ----------------------- | ----------------------- |
| Jahr                    | 1803                    | 1850                    | 1900                    | 1950                    | 1980                    | 1990                    | 2000                    | 2005                    | 2010                    | 2012                    | 2014                    | 2016                    | 2020                    |
| Einwohner               | 198                     | 282                     | 228                     | 270                     | 227                     | 333                     | 366                     | 399                     | 409                     | 427                     | 475                     | 478                     | 500                     |

### Sprachen
Masein wechselte bereits früh zum Deutschen. Behördensprache ist Deutsch. Die Sprachentwicklung zeigt folgende Tabelle:
| Sprachen in Masein |                   |                   |                   |                   |                   |                   |
| Sprachen           | Volkszählung 1980 | Volkszählung 1980 | Volkszählung 1990 | Volkszählung 1990 | Volkszählung 2000 | Volkszählung 2000 |
| Sprachen           | Anzahl            | Anteil            | Anzahl            | Anteil            | Anzahl            | Anteil            |
| Deutsch            | 188               | 82,82 %           | 306               | 91,89 %           | 339               | 92,62 %           |
| Rätoromanisch      | 26                | 11,45 %           | 15                | 4,50 %            | 12                | 3,28 %            |
| Italienisch        | 6                 | 2,64 %            | 3                 | 0,90 %            | 1                 | 0,27 %            |
| Einwohner          | 227               | 100 %             | 333               | 100 %             | 366               | 100 %             |

### Herkunft und Nationalität
Von den 399 Bewohnern waren 386 (96,74 %) Schweizer Staatsangehörige  (Stand Ende 2005).

## Sehenswürdigkeiten

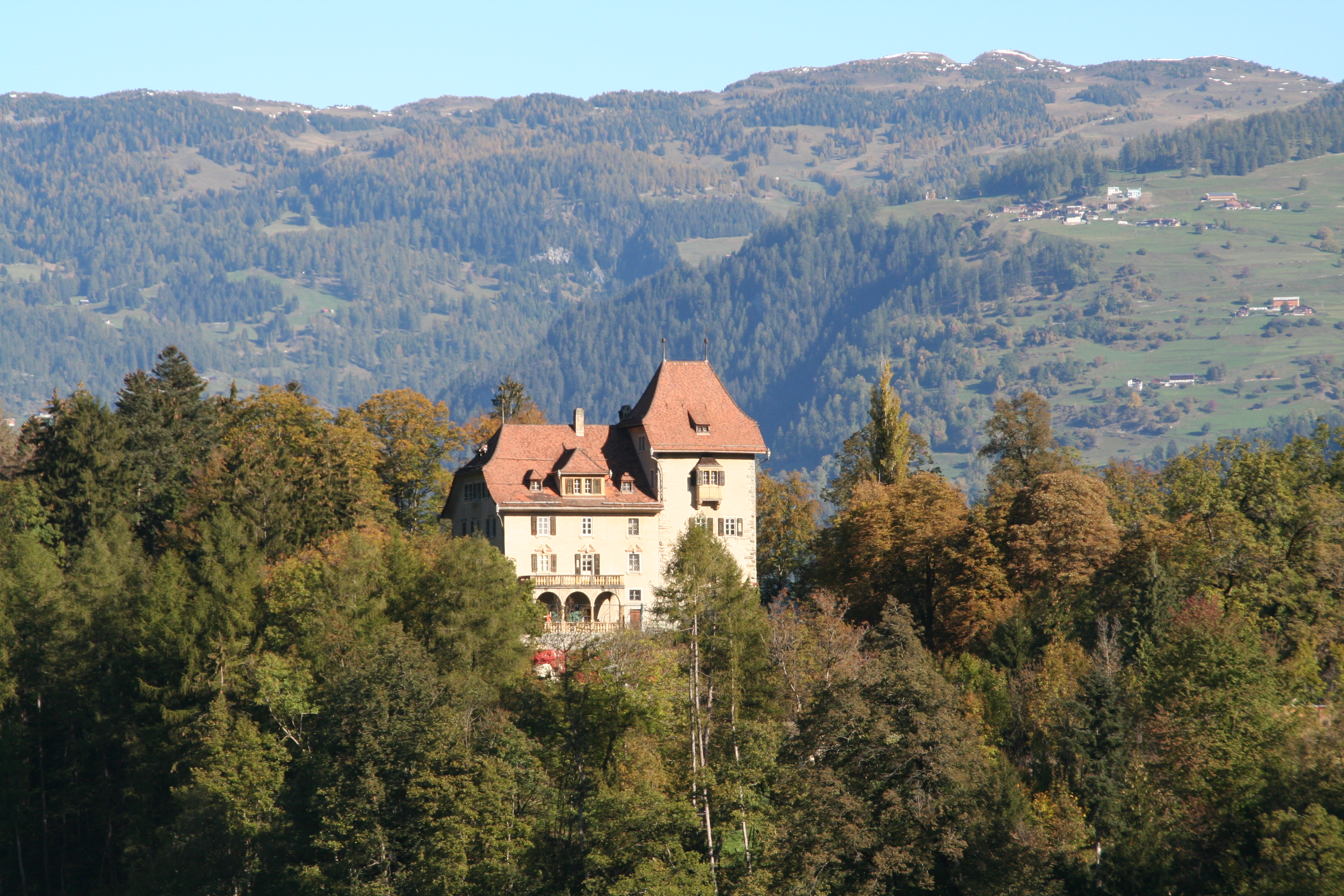
Schloss Untertagstein

- Unter Denkmalschutz steht die reformierte Dorfkirche.
- Das Schloss Untertagstein ist in Privatbesitz und kann nicht besichtigt werden[6]. Es wurde um 1200 vermutlich durch die Herren von Masein gegründet. Auch bestand ein Zusammenhang mit der Burg Obertagstein. Die ursprüngliche Burg kam nach 1322 an verschiedene Besitzer der Bündner Adelskreise, und über deren weibliche Vertreter zum Kloster Cazis. Das in ruinösem Zustand befindliche Schlossgut wurde 1706 herrschaftlich ausgebaut von Johannes Gaudenz Capol aus Flims, der es seiner Nichte Margaretha von Capol übergab; verheiratet 1697 mit dem Landeshauptmann Anton von Salis-Soglio (zu Tagstein) lebte sie bis zu ihrem Tode im Jahre 1733 auf dem Schlossgut. Der jüngere Sohn dieser Ehe namens Herkules erbte es unter dem Prädikat Sali-Tagstein. Es folgten weitere Besitzer in bündnerischen Adelskreisen bis ins 18. Jahrhundert und neureiche Besitzer des 19. Jahrhunderts. 1899 durch Brand stark beschädigt, wurde Schloss Untertagstein danach von der heutigen Besitzerfamilie von Planta historisierend neu aufgebaut und erhielt später erneut wechselnde Besitzer.

## Persönlichkeiten
- Petrus Domenicus Rosius à Porta (1734–1806), reformierter Pfarrer in Masein 1757–1758 und Kirchenhistoriker
- Johann Anton Casparis der Ältere (1808–1877), Schweizer Jurist und Politiker
- Peter Anton Feldscher (1889–1979), Jurist und Diplomat